# Глиндон (тауншип, Миннесота)
Глиндон (англ. Glyndon) — тауншип в округе Клей, Миннесота, США. На 2000 год его население составило 281 человек.

## География
По данным Бюро переписи населения США площадь тауншипа составляет 88,0 км², из которых 88,0 км² занимает суша, а 0,1 км² — вода (0,09 %).

## Демография
По данным переписи населения 2000 года здесь находились 281 человек, 97 домохозяйств и 87 семей.  Плотность населения —  3,2 чел./км².  На территории тауншипа расположено 114 построек со средней плотностью 1,3 построек на один квадратный километр. Расовый состав населения: 95,37 % белых, 1,42 % коренных американцев, 1,07 % азиатов и 2,14 % приходится на две или более других рас. Испанцы или латиноамериканцы любой расы составляли 1,78 % от популяции тауншипа.
Из 97 домохозяйств в 38,1 % воспитывались дети до 18 лет, в 82,5 % проживали супружеские пары, в 4,1 % проживали незамужние женщины и в 9,3 % домохозяйств проживали несемейные люди. 9,3 % домохозяйств состояли из одного человека, при том 2,1 % из — одиноких пожилых людей старше 65 лет. Средний размер домохозяйства — 2,90, а семьи — 3,06 человека.
29,5 % населения — младше 18 лет, 5,3 % — в возрасте от 18 до 24 лет, 28,8 % — от 25 до 44, 25,6 % — от 45 до 64, и 10,7 % — старше 65 лет. Средний возраст — 39 лет. На каждые 100 женщин приходилось 111,3 мужчин.  На каждые 100 женщин старше 18 приходилось 106,3 мужчин.
Средний годовой доход домохозяйства составлял 46 250 долларов, а средний годовой доход семьи —  53 750 долларов. Средний доход мужчин —  36 500  долларов, в то время как у женщин — 21 250. Доход на душу населения составил 21 309 долларов. За чертой бедности находились 2,3 % семей и 3,3 % всего населения тауншипа.